# 화정고등학교
화정고등학교(花井高等學校)는 대한민국 경기도 고양시 덕양구 화정동에 있는 공립 고등학교이다.

## 학교 연혁
- 1997년 1월 14일 : 화정고등학교 설립인가(36학급)
- 1997년 3월 1일 : 초대 김진영 교장 취임
- 1997년 3월 5일 : 1학년 6학급 288명 입학
- 1997년 12월 15일 : 4층 건물 준공
- 2000년 2월 15일 : 제1회 졸업식(6학급 289명)
- 2000년 12월 5일 : 5층 증축
- 2002년 4월 2일 : 별관 1,2층 신축
- 2004년 2월 1일 : 별관 4,5층 증축
- 2005년 2월 1일 : 본관 2층, 3층, 4층 증축
- 2021년 1월 11일 : 제22회 졸업식(12학급 271명) 총 9,607명 졸업
- 2022년 1월 4일 : 3학년 12학급 297명 졸업식
- 2023년 9월 1일 : 제8대 강현주 교장 취임함
- 2024년 3월 4일 : 1학년 11학급 271명 입학식

## 참고 자료
- 화정고등학교 - 한국교육학술정보원 학교알리미